# Miami Film Festival
Das Miami Film Festival (ehemals Miami International Film Festival) ist ein jährlich stattfindendes Filmfestival in Miami, bei dem unabhängige amerikanische und internationale Filme gezeigt werden, wobei ein besonderer Schwerpunkt auf iberoamerikanischen Filmen liegt. Die Filme werden an verschiedenen Orten im Stadtzentrum gezeigt und umfassen Spielfilme, Dokumentarfilme, Kurzfilme und Retrospektiven. Das Programm ist so ausgewählt, dass es sowohl Premieren von etablierten Filmemachern als auch von Nachwuchskünstlern, gesellschaftlich relevante Filme, multidisziplinäre und experimentelle Filme sowie Filme, in denen internationale Musiker auftreten, umfasst. Erklärte Ziele des Miami Film Festivals sind, eine Brücke zum gegenseitigen kulturellen Verständnis zu schlagen und die künstlerische Entwicklung zu fördern.

## Geschichte
Das Miami Film Festival fand erstmals im Februar 1984 unter der Schirmherrschaft der Film Society of Miami statt. Es wurde von Nat Chediak und Steven Bowles gegründet und in den ersten achtzehn Jahren von Chediak geleitet, der es zur wichtigsten internationalen Kulturveranstaltung der Stadt machte. Als die Stadt Miami in Konkurs ging, übernahm 1999 die Florida International University (FIU) die Leitung des Festivals. Enttäuscht über das Agieren der FIU, wodurch das Festival seine Unabhängigkeit verloren hatte, verließ Chediak das Festival 2001. Ende 2003 übernahm das Miami Dade College die Leitung des Festivals, nachdem die FIU 20 Millionen Dollar an staatlichen Zuschüssen verloren und ein Defizit von 800.000 Dollar gemacht hatte.
Seit 2006 hat sich der Beginn des zehntägigen Festivals auf Anfang März verlagert. Das Festival hat sich inzwischen zu einem Festival mit jährlich über 70.000 Besuchern aus aller Welt entwickelt. Das Festival findet an zehn aufeinanderfolgenden Tagen statt und wird jedes Jahr am ersten Freitag im März eröffnet. Im Jahr 2014 wurde das Herbstfestival MIFFecito ins Leben gerufen. Im darauffolgenden Jahr wurde das Festival in GEMS Film Festival umbenannt, eine viertägige Veranstaltung, die jährlich im Oktober stattfindet.
Jaie Laplante ist seit 2011 Direktor für die Programmplanung.